# 홍련화 (LiSA의 노래)
〈홍련화〉(紅蓮華 구렌게[*])는 2019년에 발매된 LiSA의 노래이다. 2019년 4월 22일 디지털 방식으로 15번째 싱글로 발매되었으며 2019년 7월 3일에 실물이 발매되었다. 이 싱글은 오리콘 싱글 차트에서 3위, 빌보드 재팬 핫 100에서 2위를 기록 했다. 일본의 애니메이션 《귀멸의 칼날》의 첫 번째 오프닝 주제가로 사용되었다.

## 배경 및 출시
2019년 3월 24일, 애니메이션 《귀멸의 칼날》의 공식 웹사이트는 LiSA가 부를 오프닝 테마 〈홍련화〉를 공개했다. 이 노래는 2019년 4월 22일에 디지털로 발매되었으며 2019년 7월 3일에 일반, 한정, 한정 애니메이션으로 3개의 에디션으로 실제 싱글이 발매되었다. 이 노래는 유튜브 채널 The First Take와 《제70회 NHK 홍백가합전》에서 라이브로 선보였다.

## 반응
〈홍련화〉는 2019년 뉴타입 애니메이션 어워드 베스트 주제곡을 수상했으며, 제34회 일본 골드 디스크 대상에서 베스트 5 다운로드 부문을 수상했다. 2020년 도쿄 올림픽의 폐막식에서 이 노래의 기악 연주가 선보였다.

## 상업적 성적
〈홍련화〉는 오리콘 싱글 차트에서 3위, 빌보드 재팬 핫 100에서 2위, 재팬 핫 애니메이션에서 1위를 기록했다. 2019년 5월, 〈홍련화〉는 일본레코드협회(RIAJ)로부터 100,000개의 풀 트랙 디지털 음악 다운로드로 골드 인증을 받았다.
2020년 7월, 〈홍련화〉는 일본레코드협회(RIAJ)로부터 1,000,000개의 풀 트랙 디지털 음악 다운로드에 대해 밀리언 인증을 받았다.  〈홍련화〉는 오리콘 디지털 싱글 차트 사상 최초로 100만 다운로드를 돌파한 여성 아티스트 싱글이 되었다. 이 싱글은 또한 요네즈 켄시의 2018년 싱글 〈Lemon〉과 그의 2019년 싱글 〈말과 사슴〉에 이어 차트 역사상 세 번째 전체 싱글이 되었다.

## 곡 목록

### 초판 한정판, 통상판
| #  | 제목                           | 작사          | 작곡               | 편곡 | 재생 시간 |
| -- | ------------------------------ | ------------- | ------------------ | ---- | --------- |
| 1. | 〈紅蓮華 홍련화〉              | LiSA          | 쿠사노 카요코      | 3:58 |           |
| 2. | 〈“PROPAGANDA”〉               | 히다카 토루   | PABLO a.k.a. WTF!? | 3:21 |           |
| 3. | 〈やくそくのうた 약속의 노래〉 | 타부치 토모야 | 타부치 토모야      | 4:38 |           |
| 4. | 〈紅蓮華〉 (Instrumental)      |               | 쿠사노 카요코      | 3:55 |           |

| #  | 제목                    | 재생 시간 |
| -- | ----------------------- | --------- |
| 1. | 〈紅蓮華〉 (MUSiC CLiP) |           |

### 기간 생산 한정판
| #  | 제목                           | 재생 시간 |
| -- | ------------------------------ | --------- |
| 1. | 〈紅蓮華 홍련화〉              | 3:58      |
| 2. | 〈“PROPAGANDA”〉               | 3:21      |
| 3. | 〈やくそくのうた 약속의 노래〉 | 4:38      |
| 4. | 〈紅蓮華 -TV ver.-〉           | 1:29      |

| #  | 제목                                               | 재생 시간 |
| -- | -------------------------------------------------- | --------- |
| 1. | 〈紅蓮華〉 (TV 만화 “귀멸의 칼날” 논크레딧 오프닝) | 1:39      |

## 인증
| 국가                                                                                  | 인증     | 판매량/출하량 |
| ------------------------------------------------------------------------------------- | -------- | ------------- |
| 일본 (RIAJ) CD                                                                        | 플래티넘 | 250,000^      |
| 일본 (RIAJ) Digital                                                                   | 밀리언   | 1,000,000*    |
| 일본 (RIAJ)                                                                           | 플래티넘 | 100,000,000   |
| *판매량을 기반으로 한 인증 · ^출하량을 기반으로 한 인증 · 스트리밍을 기반으로 한 인증 |          |               |